# Едуард Булвер-Литън
Лорд Едуард Булвер-Литън, 1-ви барон Литън (на английски: Edward Bulwer-Lytton, 1st Baron Lytton) е английски писател, поет, драматург и политик. Известен с романите си „Занони“ и „Последните дни на Помпей“.

## Произведения

### Самостоятелни романи
- Pelham: Or, the Adventures of a Gentleman (1827)
- The Disowned (1828)
- Devereux (1829)
- Eugene Aram (1832)
- „Пол Клифърт“ (1830)
- Asmodeus at Large (1833)
- Godolphin (1834)
- Последните дни на Помпей, The Last Days of Pompeii (1834)
- Кола ди Риензи, последния римски трибун, Rienzi: Last of the Roman Tribunes (1835)
- Бурен живот, Alice, or the Mysteries (1838)
- Занони, Zanoni (1842)
- „Последният барон“ (1843)
- The Caxtons (1850)
- My Novel (1853)
- The Haunted and the Haunters (1857) – издаден и като The House and the Brain
- A Strange Story (1861)
- Врил – силата на идващата раса, The Coming Race (1871)
- The Incantation (2000)

### Пиеси
- The Duchess de la Vallière (1837)
- The Lady of Lyons (1838)
- Richelieu (1839), екранизирана във филма Cardinal Richelieu (1935)
- Money (1840)
- Not So Bad as We Seem, or, Many Sides to a Character: A Comedy in Five Acts (1851)
- The Rightful Heir (1868), на основата на The Sea Captain, негова ранна пиеса
- Walpole, or Every Man Has His Price
- Darnley (незавършена)